# American Chopper 2: Full Throttle
American Chopper 2: Full Throttle es un videojuego desarrollado por Creat Studio y publicado por Activision Value en América y Australia y por Zoo Digital Publishing en Europa. El juego fue desarrollado para Xbox, PlayStation 2, Nintendo GameCube y Windows. Las fechas de salida al mercado varían entre 2005 en América y 2006 en Europa y Australia.
El videojuego está basado en los espectáculos de American Chopper emitidos por televisión en el canal People+Arts TV. El videojuego cuenta con un juego predecesor titulado también American Chopper.

## Rasgos del juego
- Juega como Mikey, Vinnie, Paul Sr and Paulie.
- 12 motos con diferentes temas para el espectáculo, incluyendo la Fire Bike, la Liberty Bike y la I, Robot Bike o Future Bike entre otras.
- Motos con diferentes mandos pudiendo ejecutar diversas proezas incluyendo saltos, piruetas y acrobacias.

## Reviews
- IGN - 6/10

- Datos: Q2705616